# Mr. Popper's Penguins
Mr. Popper's Penguins (Los pingüinos del Sr. Poper en España y Los pingüinos de papá en Hispanoamérica) es una película cómica estrenada el 17 de junio de 2011 en Estados Unidos, el 21 de julio en Bolivia y el 22 de julio en España. Protagonizada por Jim Carrey y dirigida por Mark Waters. Basada en un cuento infantil de título homónimo.

## Argumento
Tom Popper (Jim Carrey) es un rico adicto al trabajo, se dedica a los bienes raíces y presume de ser el mejor en lo que hace. Un día es informado de que su padre ha fallecido y recibe como herencia seis pingüinos, Capitana Popper, Mordelona, Ruidosa, Amoroso, Apestoso y Toribio, que cambian su vida por completo, pero que le serán útiles para recuperar la relación con su exmujer y con su hija adolescente.

## Reparto
- Jim Carrey como Sr. Thomas "Tom" Popper.
- Carla Gugino como Amanda Popper.
- Ophelia Lovibond como Pippi Peponopolis.
- Madeline Carroll como Janie Popper.
- Maxwell Perry Cotton como Billy Popper.
- Philip Baker Hall como Sr. Franklin.
- Angela Lansbury como Sra. Selma Van Gundy.

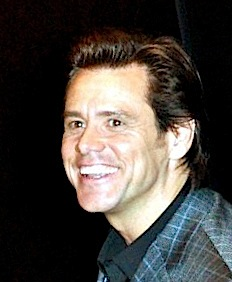
Jim Carrey como el Sr. Popper.

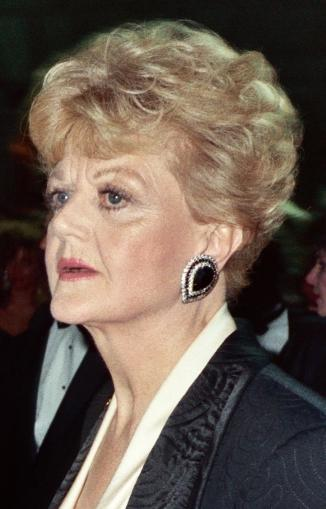
Angela Lansbury como la Sra. Van Gundy.

- Clark Gregg como Nat Jones.
- David Krumholtz como Kent.
- James Tupper como Rick.

## Producción
Se rodó íntegramente en Nueva York, Estados Unidos. Inicialmente Ben Stiller fue el elegido para interpretar al Sr. Poper y Noah Baumbach en las tareas de dirección, sin embargo ambos declinaron su participación en el film. Más tarde Jack Black, Owen Wilson y Jim Carrey fueron tanteados para protagonizar la película, recayendo finalmente el papel en este último. Algunos pingüinos reales fueron usados para determinadas escenas, la mayoría de ellas rodadas en un set refrigerado. El primer tráiler fue lanzado por 20th Century Fox el 23 de marzo de 2011.

## Recepción

### Respuesta crítica
Según la página de Internet Rotten Tomatoes obtuvo un 47% de comentarios positivos, llegando a la siguiente conclusión: "blanda, inofensiva y muy predecible Mr. Popper's Penguins podía haber sido peor, pero también mucho mejor". Roger Ebert escribió "Mr.Popper's Penguins es una película familiar pasmosamente tonta que demuestra que los pingüinos tienen un carisma limitado como mascotas". David Bernal definió la película para Cinemanía como "simpática cinta familiar". Según la página de Internet Metacritic obtuvo críticas mixtas, con un 53%, basado en 29 comentarios de los cuales 12 son positivos. Para el crítico cinematográfico Brad Brevet el filme es considerado uno de los peores del año.

### Taquilla
Estrenada en 3.339 cines estadounidenses debutó en tercera posición con 18 millones de dólares, con una media por sala de 5.524 dólares, por delante de X-Men: primera generación y por detrás de Super 8. Recaudó en Estados Unidos 68 millones. Sumando las recaudaciones internacionales la cifra asciende a 187 millones. El presupuesto estimado invertido en la producción fue de 55 millones.